# Erehof Opeinde
Erehof Opeinde ligt op het oude kerkhof van Opeinde, in de buurtschap Nijtap in de gemeente Smallingerland. Op de begraafplaats staat ook een van de klokkenstoelen in Friesland. Naast de stenen van de door Commonwealth War Graves Commission beheerde graven staan een viertal z.g. pales, de Friese uitvoering van een Nederlands oorlogsgraf. Op de graven welke in beheer zijn van de Commonwealth War Graves Commission staan de volgende namen:
| Naam                     | Functie                      | Onderdeel                         | Sq      | Overleden  | Leeftijd |
| ------------------------ | ---------------------------- | --------------------------------- | ------- | ---------- | -------- |
| Joseph Johnn Cooper      | Boordwerktuigkundige         | Royal Air Force                   | 106e Sq | 27-07-1942 | 21       |
| Maurice John Dembrey     | Radio-operator/boordschutter | Royal Air Force Volunteer Reserve | 106e Sq | 27-07-1942 | 26       |
| Francis Harold Robertson | Piloot                       | Royal Air Force                   | 106e Sq | 27-07-1942 | 27       |

## Geschiedenis
Op 27 juli 1942 vloog een Lancaster-bommenwerper, de R 5748 van het 106e Squadron, boven Friesland toen deze werd aangevallen door een Duitse nachtjager. Het toestel stortte neer op het grondgebied van Opeinde vlak bij Rottevalle. Vier bemanningsleden kwamen daarbij om het leven. Drie bemanningsleden werden begraven op het Erehof Opeinde, één bemanningslid, Willam A.J. Fuller, wordt tot op heden vermist. Hij wordt herdacht door het in 1992 bij de Christelijke Basisschool in Rottevall geplaatste William A.J. Fuller Memorial.